# Краснопільський заказник
Краснопільський — ландшафтний заказник місцевого значення в Україні. Об'єкт природно-заповідного фонду Сумської області. Розташований біля південно-східної околиці смт Краснопілля.
Площа - 42,0605 га. Статус надано 22.02.2019 р. Перебуває у віданні Краснопільської ОТГ.
Територія заказника представлена типовими для південно-західних відрогів Середньоруської височини ландшафтами сильнорозчленованих лесових рівнин з сірими і темносірими опідзоленими ґрунтами, з ярами і глибоко врізаними балками. У заказнику зростає глід український, занесений до Європейського Червоного списку.